# Fócida
Fócida (em grego Φωκίδα, Phokída ou em grego antigo Φωκίς, Phokis) é uma das divisões clássicas da Grécia e uma das modernas unidades regionais da Grécia. Faz parte da região da Grécia Central. Faz fronteira com a Etólia e Acarnânia (a Oeste), a Ftiótida (a Norte), a Beócia (a Leste) e com o Golfo de Corinto (a Sul). A sua capital é a cidade de Anfissa.
Na Fócida situa-se o famoso monte Parnaso, com os seus quase 2.500 metros de altitude, bem como a histórica cidade de Delfos, conhecida pelo seu famoso oráculo.

## Mitologia
O nome Fócida deriva de Foco, filho de Ornitião, filho de Sísifo. Em sua época, o nome foi dado apenas para o distrito em torno de Titorea e do monte Parnaso, mas no tempo de Éaco o nome já era usado para a região desde a fronteira de Orcômeno, habitada pelos mínios até Escarfea, na Lócrida

## História
Na Antiguidade, a Fócida estava rodeada pela Etólia a Oeste, pela Lócrida a Norte, pela Beócia a Leste, e pelo golfo de Corinto. Região relativamente pobre, apta somente para a pastorícia, não teve ao longo da história antiga nenhuma cidade que se destacasse do conjunto das demais.
Antes da invasão dos Persas, a Fócida esteve em guerra contra a Tessália.
Os fócios viram-se envolvidos na Batalha das Termópilas, tendo desguarnecido a retaguarda do desfiladeiro no último momento, e levado à perdição dos que combatiam no estreito. Mais tarde, aliaram-se a Esparta durante a Guerra do Peloponeso, tendo depois envolvido-se nas guerras de Corinto, combatido contra o avanço dos Macedónios, e integrado a Anfictionia de Delfos e a Liga Etólia, tendo depois passado ao domínio romano, fazendo então parte da província da Acaia.